# Арцвік

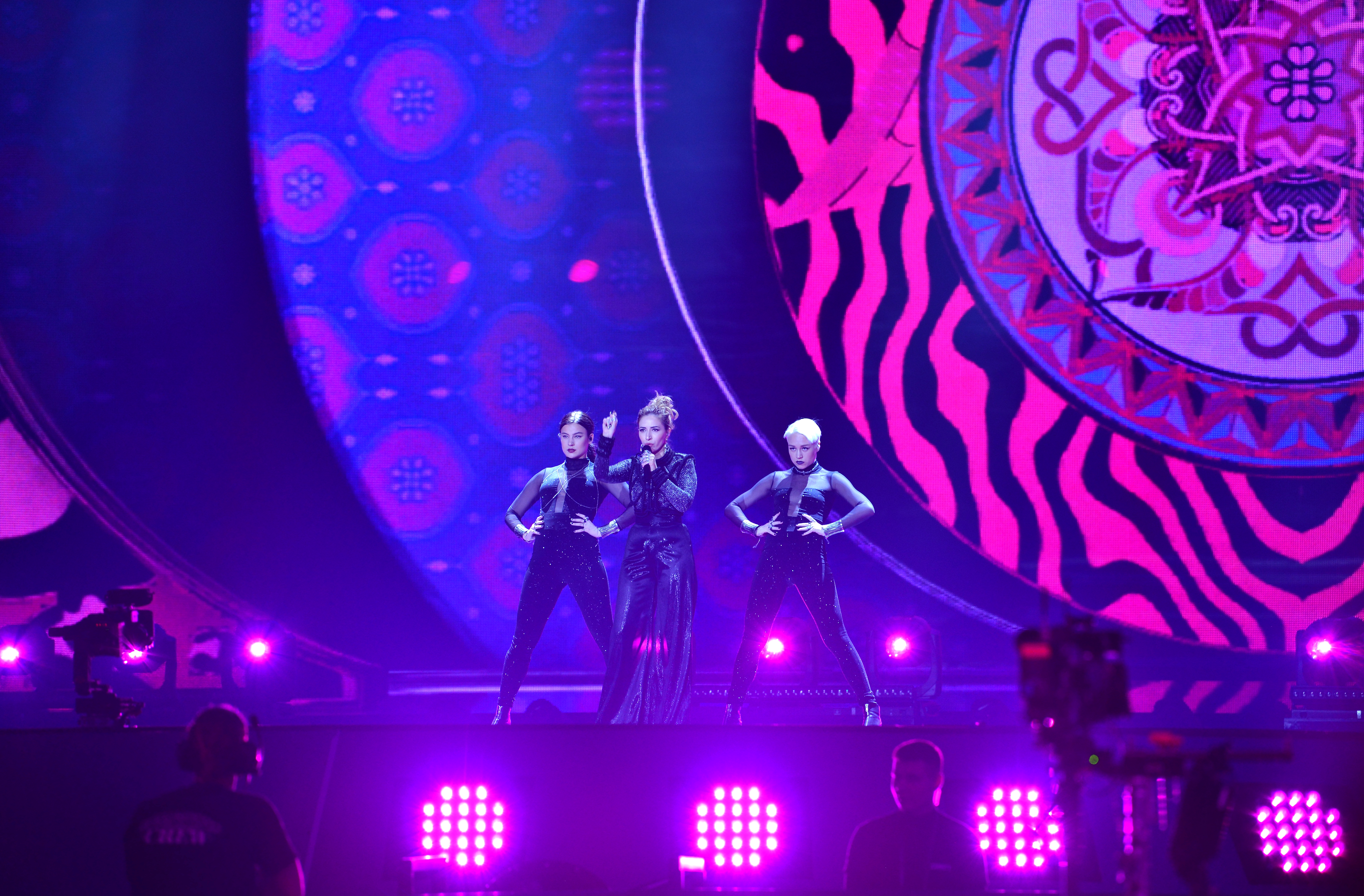
Репетиція виступу Арцвік на пісенному конкурсі Євробачення 2017 у Києві

Арцвік Арутюнян (21 жовтня 1984, Капан, Вірменська РСР, СРСР) — вірменська та російська співачка, учасниця 2-го сезону шоу «Голос».
24 грудня 2016 обрана представницею Вірменії на пісенному конкурсі Євробачення-2017, де за підсумками фінального голосування посіла	18 місце.

## Сингли
- 2014 — «No Fear»
- 2014 — «Why»
- 2015 — «Сестра по духу» (дует з Маргаритою Позоян)
- 2015 — «I Say Yes»
- 2017 — «Fly With Me»  (конкурсна пісня)

## Видеокліпи
- 2015 — «Сестра по духу»
- 2017 — «Fly With Me»